# HiHi JetsのHiしか言いません!
『HiHi JetsのHiしか言いません!』（ハイハイジェッツのハイしかいいません）はテレビ東京で2023年10月7日から2024年12月22日まで放送されていたHiHi Jetsの冠番組。

## 概要
HiHi Jetsが様々な企画に体を張って挑むバラエティ番組。『1クールジャ終われない!』『もう1クールでハイ上がれ!』を経て、グループ名の入った初単独冠番組となった。

## 放送日程
| 回数 | 初放送日       | サブタイトル                             |
| ---- | -------------- | ---------------------------------------- |
| 1    | 2023年 10月7日 | 沖縄王                                   |
| 2    | 10月14日       | 恋愛カラオケ選手権                       |
| 3    | 10月21日       | VS最強小学生 ガチンコサッカー対決        |
| 4    | 10月28日       | Hiスクールでゾンビ鬼ごっこ               |
| 5    | 11月4日        | 休日に密着！作間クイズ                   |
| 6    | 11月11日       | ファッションコーデ対決！スポーツの秋編   |
| 7    | 11月18日       | 番組主題歌初解禁SP                       |
| 8    | 11月25日       | VS最強小学生 ガチンコバスケ対決          |
| 9    | 12月2日        | ガチンコ料理バトル                       |
| 10   | 12月9日        | 第2回サクデミー賞！                      |
| 11   | 12月16日       | 小学生に勝てる競技を見つけよう！         |
| 12   | 12月23日       | もしもデート横浜クリスマス編！           |
| 13   | 2024年 1月6日  | サウナーの聖地でガチンコ対決！           |
| 14   | 1月13日        | Hiレベルキャンプ飯対決in山梨             |
| 15   | 1月20日        | VS最強大学生ローラースケート対決         |
| 16   | 1月27日        | 井上プロデュース王                       |
| 17   | 2月3日         | 節分企画！猪狩鬼ごっこ                   |
| 18   | 2月10日        | バレンタインボウリング＆主題歌初歌唱     |
| 19   | 2月17日        | 5人の絆を試す極上旅 前編                 |
| 20   | 2月24日        | 極上リゾートにたどり着けるかな？完結編   |
| 21   | 3月2日         | Hiスクールde演技王！                     |
| 22   | 3月9日         | 第3回サクデミー賞！                      |
| 23   | 3月16日        | ファッションコーデ対決in服飾学校編       |
| 24   | 3月23日        | リベンジドッジボール対決！               |
| 25   | 4月6日         | １周年記念SP                             |
| 26   | 4月13日        | 優斗ドッキリ！全て計算通りだ！           |
| 27   | 4月20日        | Hiレベル料理対決！春のお花見弁当編！     |
| 28   | 4月27日        | ソクバッキー橋本！激オモ恋愛のススメ！   |
| 29   | 5月4日         | Hiトーン！イケボイス選手権！             |
| 30   | 5月11日        | Hiレベルへ！チアリーディングに挑戦！     |
| 31   | 5月18日        | モテきゅん！Hiカラ選手権！               |
| 32   | 5月25日        | Hi論破！ディベート王！                   |
| 33   | 6月1日         | 世界の平和を守れ！HiHiジャー！           |
| 34   | 6月8日         | かわちぃ！Hiギャル選手権！               |
| 35   | 6月15日        | 第4回サクデミー賞！                      |
| 36   | 6月22日        | 猪狩鬼ごっこ第三弾！                     |
| 37   | 6月29日        | 猪狩鬼ごっこ完結編！                     |
| 38   | 7月6日         | 目指せハリウッド！トム・クルーザー髙橋！ |
| 39   | 7月13日        | スポーツ対決第6弾！キャップ野球！        |
| 40   | 7月20日        | Hiようこそ！アニマルサクマーランド！     |
| 41   | 7月27日        | Hiサイズ！フィッシング王！               |
| 42   | 8月3日         | 極上HiHiスペシャルコース                 |
| 43   | 8月10日        | 真夏のホラー！ソクバッキー橋本           |
| 44   | 8月17日        | 海男は誰だ!?第2回湘南王！                |
| 45   | 8月24日        | Hiレベルクイズ！井上の休日！横須賀       |
| 46   | 8月31日        | もしもHiHi Jetsとデートしたら木更津編！  |
| 47   | 9月7日         | 束縛恋愛リアリティショー！束縛LOVE！     |
| 48   | 9月14日        | 祝1周年！Hiしかメモリークイズ！          |
| 49   | 9月21日        | 未公開反省シーン満載！サクデミー賞！     |
| 50   | 9月28日        | 5人最後の旅！山奥に置いてきた第2弾！     |
| 51   | 10月5日        | 5人最後の旅！山奥に置いてきた完結編！    |
| 52   | 10月12日       | 目指せNEXT猪狩！キレ芸アイドル発掘塾！   |
| 53   | 10月19日       | カメラ対決！作間VSかが屋加賀             |
| 54   | 10月26日       | インターナショナルHiHiハロウィン！       |
| 55   | 11月3日        | HiHiholidayクイズ！キングガリの休日！    |
| 56   | 11月10日       | さらにかわちぃ！Hiギャル選手権！         |
| 57   | 11月17日       | コミカル足りてる？コミカル演技王！       |
| 58   | 11月24日       | 井上瑞稀を愛しているのは誰だ選手権！     |
| 59   | 12月1日        | 最高にイケテる橋本の休日！               |
| 60   | 12月8日        | High Quality ！大皿料理対決！            |
| 61   | 12月15日       | OAギリギリ！？第6回サクデミー賞          |
| 62   | 12月22日       | 感謝の最終回！ソクバクリスマス！         |

## ネット局
| 放送期間         | 放送時間                     | 放送局         | 対象地域       | 備考                    |
| ---------------- | ---------------------------- | -------------- | -------------- | ----------------------- |
| 2023年10月8日 -  | 日曜 1:25 - 1:50（土曜深夜） | テレビ東京     | 関東広域圏     | 制作局                  |
|                  |                              | テレビ北海道   | 北海道         |                         |
| 2023年10月14日 - | 土曜 2:45 - 3:10（金曜深夜） | テレビ大阪     | 大阪府         |                         |
| 2023年10月21日 - | 土曜 0:35 - 1:05（金曜深夜） | テレビ和歌山   | 和歌山県       | 初回は0:45 - 1:15に放送 |
| 2023年10月24日 - | 火曜 1:30 - 1:55（月曜深夜） | TVQ九州放送    | 福岡県         |                         |
| 2023年11月8日 -  | 水曜 10:30 - 11:00           | びわ湖放送     | 滋賀県         |                         |
| 2023年11月2日 -  | 木曜 2:35 - 3:00（水曜深夜） | テレビ愛知     | 愛知県         |                         |
| 2023年11月22日 - | 水曜 1:05 - 1:35（火曜深夜） | テレビせとうち | 岡山県・香川県 |                         |
| 2023年11月28日 - | 火曜 23:35 - 水曜 0:00       | 奈良テレビ     | 奈良県         |                         |